# Фокс, Джон (историк)
Джон Фокс (1516 или 1517, Бостон — 18 апреля 1587, Лондон) — английский историк и мартиролог, автор труда «Actes and Monuments» (более известного как «Книга мучеников Фокса»).

## Биография
Родился в обеспеченной семье, в шестнадцатилетнем возрасте поступил в колледж Брейсноуз Оксфордского университета, спустя год перешёл в колледж Магдалины там же, где либо совершенствовался в латыни, либо был уже младшим преподавателем. В 1537 году получил степень бакалавра, с 1539 года преподавал логику в Оксфордском университете, в 1543 году получил степень магистра. В 1545 году подал в отставку из университета, перейдя в протестантизм и отправившись в Лондон, где стал домашним учителем детей герцога Норфолкского и был впоследствии рукоположён в диаконы англиканской церкви. В 1553 году из-за преследований был вынужден бежать за границу, возвратился в Лондон в 1559 году, после смерти Марии I и восшествия на престол Елизаветы I. В 1560 году был рукоположён в священники, отказался от большей части имущества и занимался в основном проповедями.
Фокс написал несколько реформатских трактатов. Его главный труд — «Книга мучеников Фокса» — формально посвящён истории всех христианских мучеников Западной Европы, но особое внимание в нём уделено английским протестантам, пострадавшим во время правления королевы Марии I, и так называемым «протопротестантам» XIV века. Книга приобрела большую известность и уважение в среде английских пуритан и, как считается, на несколько столетий сформировала в значительной части английского общества враждебное отношение к католической церкви.